# 三木浩一
三木 浩一（みき こういち、1958年 - ）は、日本の法学者。専門は、民事訴訟法・倒産法・裁判外紛争解決など。慶應義塾大学名誉教授。弁護士（東京弁護士会）。阿部・井窪・片山法律事務所所属（オブカウンセル・顧問）。

## 略歴
- 1958年 - 香川県に生まれる
- 1980年 - 慶應義塾大学法学部卒業
- 1984年 - 慶應義塾大学大学院法学研究科修士課程修了（指導：石川明[4]）
- 1986年 - 司法修習修了(第38期)、弁護士登録（東京弁護士会）
- 1987年 - 慶應義塾大学法学部助手
- 1990年 - 慶應義塾大学法学部専任講師
- 1990年 - メルボルン大学客員研究員[5]
- 1992年 - 慶應義塾大学法学部助教授
- 1993年 - イェール大学客員研究員[5]
- 1997年 - 慶應義塾大学法学部教授
- 2004年 - 慶應義塾大学大学院法学研究科教授を併任
- 2009年 - カンボジア友好勲章叙勲
- 2012年 - カリフォルニア大学ヘイスティングス校客員研究員
- 2014年 - 義塾賞、博士（法学）
- 2016年-2019年 - 仲裁ADR法学会理事長
- 2019年-2022年 - 日本民事訴訟法学会理事長
- 2021年-現在 - 国際訴訟法学会（International Association of Procedural Law)副会長
- 2021年 - 福沢賞
- 2023年 - 慶應義塾大学名誉教授、阿部・井窪・片山法律事務所入所

## 著作等

### 著書
- 『はじめて学ぶ民事訴訟法』［共著］（三嶺書房・1989年）
- 『国際民事訴訟法』［共著］（青林書院・1994年）
- 『民事手続法事典』［共著］（ぎょうせい・1995年）
- 『はじめて学ぶ破産法』［共著］（三嶺書房・1996年）
- 『はじめて学ぶ新民事訴訟法』［共著］（三嶺書房・1997年）
- 『民事事実認定』［共著］（判例タイムズ社・1999年）
- 『民事再生法を活かす鍵』［共著］（きんざい・2000年）
- 『注釈民事再生法』［共著］（きんざい・2000年）
- 『Ｑ＆Ａ民事再生法』［共著］（有斐閣・2001年）
- 『判例講義民事訴訟法』［共著］（悠々社・2001年）
- 『注釈民事再生法＜新版＞（上・下）』［共著］）（きんざい・2002年）
- 『条解民事再生法』［共著］（弘文堂・2003年）
- 『民事法Ⅰ—総則・物権』［共編著］（日本評論社・2005年）
- 『民事法Ⅱ—担保物権・債権総論』［共編著］（日本評論社・2005年）
- 『民事法Ⅲ—債権各論』［共編著］（日本評論社・2005年）
- 『新仲裁法の理論と実務』［共編著］（有斐閣・ジュリスト増刊・2006年）
- 『アメリカ民事訴訟法の理論』［共編著］（商事法務・2006年）
- 『詳解民事再生法—理論と実務の交錯』［共著］（民事法研究会・2006年）
- 『Ｑ＆Ａ民事再生法〔第2版〕』［共著］（有斐閣・2006年）
- 『大コンメンタール破産法』［共著］（青林書院・2007年）
- 『条解民事再生法』［共著］（弘文堂・2007年）
- 『基本法コンメンタール　民事訴訟法1〔第3版〕』［共著］（日本評論社・2008年）
- 『詳解民事再生法—理論と実務の交錯〔第2版〕』［共著］（民事法研究会・2009年）
- 『民事法Ⅰ—総則・物権〔第2版〕』［共編著］（日本評論社・2010年）
- 『民事法Ⅱ—担保物権・債権総論〔第2版〕』［共編著］（日本評論社・2010年）
- 『民事法Ⅲ—債権各論〔第2版〕』［共編著］（日本評論社・2010年）
- 『判例講義民事訴訟法〔第2版〕』［共著］（悠々社・2010年）
- 『民事訴訟法の改正課題』［共編著］（有斐閣・2012年）
- 『民事訴訟法』［共著］（有斐閣・2013年）
- 『民事訴訟における手続運営の理論』［単著］（有斐閣・2013年）
- 『新基本法コンメンタール　人事訴訟法・家事事件手続法』［共著］（日本評論社・2013年）
- 『金銭執行の実務と課題』［編著］（青林書院・2013年）
- 『会社法コンメンタール〔第13巻〕』［共著］（商事法務・2014年）
- 『民事手続法の現代的機能』［共編著］（信山社・2014年）
- 『国際仲裁と企業戦略』［共編著］（有斐閣・2014年）
- 『民事訴訟法〔第2版〕』［共著］（有斐閣・2015年）
- 『注釈民事訴訟法〔第5巻〕』［共編］（有斐閣・2015年）
- 『会社法コンメンタール〔第20巻〕』［共著］（商事法務・2016年）
- 『判例講義民事訴訟法〔第3版〕』［共著］（悠々社・2016年）
- 『注釈民事訴訟法〔第4巻〕』［共編著］（有斐閣・2017年）
- 『民事訴訟による集合的権利保護の立法と理論』［単著］（有斐閣・2017年）
- 『民事訴訟法〔第3版〕』［共著］（有斐閣・2018年）
- 『新基本法コンメンタール　民事訴訟法1』［共著］（日本評論社・2018年）
- 『判例講義民事訴訟法』［共著］（弘文堂・2019年）
- 『Technology, the Global Economy and other New Challenges for Civil Justice』（Intersentia Ltd, 2021）
- 『民事訴訟法〔第４版〕』［共著］（有斐閣・2023年）
- 『注釈民事訴訟法〔第２巻〕』［共編著］（有斐閣・2023年）
- 『民事手続法と民商法の現代的潮流』［共編］（弘文堂・2024年）
- 『新基本法コンメンタール　人事訴訟法・家事事件手続法【第２版】』［共著］（日本評論社・2024年）

### 論説
- 「地方自治法一四二条にいう『主として同一の行為をする法人』の意義」法律のひろば41巻1号（1988年）
- 「担保権の不存在と執行手続上の問題点」（石川明と共著）金融法務事情1209号（1989年）
- 「株主名簿に仮名で登録されている株主の総会決議取消訴訟における当事者適格」判例タイムズ696号（1990年）
- 「韓国会社法の諸問題-日本法との比較法的見地から-」金田壽洙＝石川明編著『韓国民事法の現代的諸問題』（慶應義塾大学地域研究センター・1990年）
- 「確率的証明と訴訟上の心証形成」慶應義塾大学法学部法律学科開設百年記念論文集・法律学科篇（1990年）
- 「渉外的民事保全手段の新たな可能性−英国判例法が創設したワールドワイド・マリーバ・インジャンクションの評価と検討を通して−（一）（二）」法学研究65巻4号、同65巻5号（1992年）
- 「英国における世界的資産開示命令について」法学研究65巻9号（1992年）
- 「相殺権の濫用」石川明ほか編『破産・和議の実務と理論』（判例タイムズ社・1994年）
- 「重複訴訟論の再構築」法学研究68巻12号（1995年）
- 「アメリカ合衆国連邦地裁における訴訟付属型ＡＤＲ（上・中・下）」国際商事法務23巻10号、同23巻11号、同23巻12号（1995年）
- 「適時提出主義」法学教室192号（1996年）
- 「重複訴訟論の再構築」民訴雑誌43号（1997年）
- 「破産法における立法的課題」ジュリスト1111号（1997年）
- 「アメリカ合衆国連邦地裁における訴訟付属型ＡＤＲ」石川明＝三上威彦編『比較裁判外紛争解決制度』（慶應義塾大学出版会・1997年）
- 「文書提出命令ー文書特定手続」三宅省三ほか編『新民事訴訟法大系第3巻』（青林書院・1997年）
- 「多数当事者紛争の審理ユニット」法学研究70巻10号（1997年）
- 「重複訴訟の禁止」鈴木重勝＝上田徹一郎編『基本問題セミナー民事訴訟法』（一粒社・1998年）
- 「訴訟物概念の機能」青山善充＝伊藤眞編『民事訴訟法の争点（第3版）』（有斐閣・ジュリスト増刊・1998年）
- 「文書提出命令の申立ておよび審理手続」竹下守夫編『講座新民事訴訟法第2巻』（弘文堂・1999年）
- 「自己使用文書」法学教室221号（1999年）
- 「商事事件と裁判制度」ジュリスト1155号（1999年）
- 「特許権侵害訴訟における当事者の情報収集手段の拡充」ジュリスト1162号（1999年）
- 「民事再生手続における機関」ジュリスト1171号（2000年）
- 「逐条解説民事再生法（1）」金融法務事情1571号（2000年）
- 「逐条解説民事再生法（2）」金融法務事情1572号（2000年）
- 「包括的禁止命令」三宅省三＝池田靖編『実務解説一問一答民事再生法』（青林書院・2000年）
- 「商事仲裁法制の国際的調和に関する新たな動きーUNCITRAL仲裁作業部会における審議の開始（上・下）」ＮＢＬ701号、同702号（2000年）
- 「＜逐条解説＞個人再生手続（Ⅱ）」金融法務事情1612号（2001年）
- 「一部請求論についてー手続運営論の視点からー」民事訴訟雑誌47号（2001年）
- 「仲裁の機能と国際的動向」法学セミナー560号（2001年）
- 「会社更生法見直しの基本的視点」銀行実務509号（2001年）
- 「仲裁制度の国際的動向と仲裁法改正の課題」ジュリスト1207号（2001年）
- 「独立当事者参加における統一審判と合一確定」新堂幸司先生古稀祝賀『民事訴訟法理論の新たな構築・上巻』（有斐閣・2001年）
- 「民事訴訟法研究者の視点から（法曹養成のための法社会学—コメント）」法律時報74巻3号（2002年）
- 「文書提出命令の発令手続における文書の特定—最高裁平成一三年二月二二日決定を素材として−」石川明先生古稀祝賀『現代社会における民事手続法の展開・下巻』（商事法務・2002年）
- 「政策型ＡＤＲについて」ＪＣＡジャーナル50巻1号（2003年）
- 「UNCITRAL国際商事調停モデル法の解説(1)〜(9)」ＮＢＬ754号、同755号、同756号、同758号、同760号、同761号、同762号、同763号、同764号（2003年）
- 「Roles of Judges and Attorneys Under the Non-Sanction Scheme in Japanese Civil Procedure」27-1 Hastings International and Comparative Law Review 31 (2003)
- 「日本の民事訴訟における裁判官および弁護士の役割と非制裁型スキーム」民訴雑誌50号（2004年）
- 「人事訴訟手続に関する最近の立法をめぐる諸問題」家庭裁判所月報56巻8号（2004年）
- 「消費者団体訴訟の立法的課題—手続法の観点から」ＮＢＬ790号（2004年）
- 「消費者団体訴訟制度の展望」ＮＢＬ800号（2005年）
- 「仲裁法制定と理論的課題」法律時報77巻2号（2005年）
- 「自動車ＡＤＲにおける片面的仲裁のすすめ」財団法人自動車製造物責任相談センター2005年度活動状況報告（2006年）
- 「諸手続きの中止命令・包括的禁止命令」『倒産処理法制の理論と実務』（分担執筆・櫻井孝一＝加藤哲夫＝西口元編）（経済法令研究会・2006年）
- 「多数当事者紛争の処理」ジュリスト1317号（2006年）
- 「消費者団体訴訟—民事訴訟法の観点から」ＥＳＰ413号（2006）
- 「訴訟法の観点から見た消費者団体訴訟制度」ジュリスト1320号（2006年）
- 「文書提出命令における文書の『所持者』について」新堂幸司＝山本和彦編『民事手続法と商事法務』（商事法務・2006年）
- 「公害紛争と仲裁手続（上）（下）」ＪＣＡジャーナル54巻3号、同54巻4号（2007年）
- 「公害紛争と仲裁手続」ちょうせい49号（2007年）
- 「中国の製造物責任訴訟における立証活動をめぐる現状と課題」国際商事法務35巻6号（2007年）
- 「UNCITRAL国際商事仲裁モデル法2006年改正の概要（上）（下）」ＪＣＡジャーナル54巻6号、同54巻7号（2007年）
- 「Comment: Experiences from the Legal Assistance Project to Draft a Cambodian Code of Civil Procedure」 Masahisa Deguchi & Marcel Storme 『The Reception and Transmission of Civil Procedural Law in the Global Society』 (Maklu, 2007)
- 「The Newly Created Consumer Organization Action in Japan」 『Doing Business in Japan』 (2007)
- 「民事訴訟法二四八条の意義と機能」河野正憲＝伊藤眞＝高橋宏志編『民事紛争と手続理論の現在—井上治典先生追悼論文集』（法律文化社・2008年）
- 「東アジアにおける国際仲裁に関する政府支援の状況」ＪＣＡジャーナル55巻4号（2008年）
- 「財団債権の意義と範囲」山本克己ほか編『新破産法の理論と実務』（判例タイムズ・2008年）
- 「中国における労働紛争調停仲裁法の制定と課題」国際商事法務36巻6号（2008年）
- 「集合的権利保護訴訟制度の構築と比較法制度研究の意義—アメリカのクラスアクションを中心として」ＮＢＬ882号（2008年）
- 「仲裁の現在と将来（上）（下）」ＪＣＡジャーナル55巻5号、同55巻6号（2008年）
- 「文書提出命令における『自己利用文書』概念の現在と将来」小島武司先生古稀祝賀『民事司法の法理と政策（上巻）』（商事法務・2008年）
- 「海外における国際仲裁の現状と将来」自由と正義59巻9号（2008年）
- 「消費者利益の保護と集合的訴訟制度」現代消費者法1号（2008年）
- 「日本における消費者団体訴訟制度」法学研究81巻11号（2008年）
- 「一部請求論の展開」慶應義塾大学法学部編『慶應の法律学　民事手続法（慶應義塾大学創立一五〇周年記念法学部論文集）』（2008年）
- 「独立当事者参加の訴訟構造と要件・手続」伊藤眞＝山本和彦編『民事訴訟法の争点』（有斐閣・ジュリスト増刊・2009年）
- 「民事裁判制度のさらなる改善に向けて」ＮＢＬ901号（2009年）
- 「アメリカ合衆国連邦取引員会（ＦＴＣ）による消費者保護のための公益的な民事訴訟の概要—わが国における新たな消費者保護訴訟制度の構築に向けて—」青山善充先生古稀祝賀『民事手続法学の新たな地平』（有斐閣・2009年）
- 「Investment Treaties and Investor-State Arbitration: The Japanese Perspective」Vol.19 No.2 The American Review of International Arbitration (2009)
- 「ノルウェーにおけるクラスアクション（集団訴訟制度）の概要（上）（下）」ＮＢＬ915号、916号（2009年）
- 「民事訴訟における証明度」法学研究83巻1号（2010年）
- 「二重起訴の禁止」長谷部由起子＝山本弘＝笠井正俊『基礎演習民事訴訟法』（弘文堂・2010年）
- 「集合的権利保護訴訟における各種制度の比較検討（上）（下）」ＮＢＬ932号、同933号（2010年）
- 「集団的消費者被害救済制度の展望と課題」現代消費者法8号（2010年）
- 「非訟事件手続法・家事審判法改正の課題」ジュリスト1407号（2010年）
- 「日本における集合訴訟の制度設計」ビジネスロー・ジャーナル33号（2010年）
- 「集団的消費者被害救済制度の展望」新世代法政策学研究11号（2011年）
- 「UNCITRAL仲裁規則について」仲裁とＡＤＲ6号（2011年）
- 「集団的消費者被害救済制度の展望と課題」消費者法3号（2011年）
- 「ブラジルにおけるクラスアクション（集団訴訟制度）の概要」ＮＢＬ961号（2011年）
- 「暴力団追放団体訴訟の立法における理論と展望」ＮＢＬ969号（2012年）
- 「消費者団体訴訟制度と集団的消費者被害救済制度」月刊国民生活48号（2012年）
- 「集団的消費者被害回復制度」センター・レポート（日立コンシューマ・マーケティング株式会社）131号（2012年）
- 「将来給付の訴えの利益 —『判例』の読み方」法学教室385号（2012年）
- 「アメリカ法における民事執行の実効性確保とわが国への示唆」判例タイムズ1380号（2012年）
- 「日本民事訴訟法共同訴訟制度及理論—兼与中国制度的比較」交大法学（中華人民共和国）2号（2012年）
- 「二重起訴の禁止」長谷部由起子＝山本弘＝笠井正俊『基礎演習民事訴訟法〔第2版〕』（弘文堂・2013）
- 「民事執行制度の機能強化に向けた立法提案」［執行法制研究会代表］判例タイムズ1384号（2013年）
- 「日本版クラスアクションの立法について」法学研究86巻9号（2013年）
- 「文書提出命令申請与審理程序」中山大学法律評論（中華人民共和国）11巻1輯（2013年）
- 「消費者集合訴訟制度の理論と課題」ＮＢＬ1016号（2014年）
- 「将来給付の訴えの利益」慶應法学28号（2014年）
- 「暴追団体訴訟制度の成立の経緯および内容と課題について」ＮＢＬ1023号（2014年）
- 「判例による民事訴訟法の法創造」新堂幸司監修『実務民事訴訟講座〔第3期〕第1巻』（日本評論社・2014年）
- 「民事訴訟法の改正提言、執行制度の改正提言、消費者集合訴訟制度の概略」先物・証券取引被害研究43号（2014年）
- 「規範的要件をめぐる民事訴訟法上の諸問題」石川明＝三木浩一編『民事手続法の現代的機能』（信山社・2014年）
- 「欠陥のある仲裁条項の解釈」三木浩一＝手塚裕之＝弘中聡浩編著『国際仲裁と企業戦略』（有斐閣・2014年）
- 「多数当事者仲裁における仲裁人の選任方法」三木浩一＝手塚裕之＝弘中聡浩編著『国際仲裁と企業戦略』（有斐閣・2014年）
- 「仲裁付託条項の逸脱を理由とする仲裁判断の取消し」三木浩一＝手塚裕之＝弘中聡浩編著『国際仲裁と企業戦略』（有斐閣・2014年）
- 「詐術を理由とする仲裁判断の取消し」三木浩一＝手塚裕之＝弘中聡浩編著『国際仲裁と企業戦略』（有斐閣・2014年）
- 「団体訴訟制度—第三の法実現の担い手」『岩波講座　現代法の動態5　法変動の担い手』（岩波書店・2015年）
- 「消費者集合訴訟制度の構造と理論」伊藤眞先生古稀祝賀『民事手続の現代的使命』（有斐閣・2015）
- 「否認権総論」竹下守夫＝藤田耕三編『破産法大系第Ⅱ巻-破産実体法』（青林書院・2015年）
- 「研究健全化の規定モデル」学術の動向20巻12号（2015年）
- 「消費者裁判手続特例法の概要と課題」法学研究（韓国忠北大学）26巻2号（2015年）
- 「日本における法曹養成制度の現状と課題」法学研究（韓国忠北大学）26巻2号（2015年）
- 「消費者保護と民事裁判手続」現代消費者法31号（2016年）
- 「訴訟判決および訴訟終了宣言判決を取り消す際の控訴審における措置をめぐる諸問題」上野𣳾男先生古稀祝賀『現代民事手続の法理』（弘文堂・2017年）
- 「判決の無効確認を求める訴え等の可否」慶應法学40号（2018年）
- 「訴訟上の和解における瑕疵の主張方法」高橋宏志先生古稀祝賀『民事訴訟法の理論』（有斐閣・2018年）
- 「二重起訴の禁止」長谷部由起子＝山本弘＝笠井正俊『基礎演習民事訴訟法〔第3版〕』（弘文堂・2018年）
- 「民事訴訟における専門委員制度の現状と課題」法学研究92巻1号（2019年）
- 「不当執行に基づく債権者の損害賠償責任」加藤新太郎＝中島弘雅＝三木浩一＝芳賀雅顕『現代民事手続法の課題─春日偉知郎先生古稀祝賀』（信山社・2019年）
- 「コンピューター関連技術と民事裁判」加藤新太郎先生古稀祝賀『民事裁判の法理と実践』（弘文堂・2020年）
- 「仲裁法45条の改正の必要性」ＪＣＡジャーナル68巻4号（2021年）
- 「早期開示命令制度」ＮＢＬ1225号（2022年）
- 「＜座談会＞「早期開示命令制度」（誌上鼎談提言）」金融法務事情2224号（2023年）
- 「＜シンポジウム＞民事裁判における情報・証拠収集手段の拡充に向けて-早期開示命令制度について-日弁連主催シンポジウム報告」判例時報2559号（2023年）
- 「＜時論＞消費者裁判手続特例法の現在と未来 – 最高裁令和6年3月12日第三小法廷判決を契機として」ジュリスト1600号（2024年）
- 「民事訴訟法学における危険なマジックワード」法学研究97巻5号（2024年）
- 「相殺の抗弁と重複訴訟の関係をめぐる判例の変遷」中島弘雅先生古稀祝賀論文集『民事手続法と民商法の現代的潮流』（弘文堂・2024年）

## 学会活動
- 日本民事訴訟法学会
- 日本私法学会
- 日米法学会
- 仲裁ADR法学会
- 世界手続法会議(International Association of Procedural Law)
- 国際法協会(International Law Association)

## 社会活動
- 日本学術会議会員(第23期)
- 国際連合国際商取引法委員会(UNCITRAL)日本政府代表
- 旧司法試験考査委員（民事訴訟法、2005年、2006年）
- 新司法試験考査委員（民事訴訟法、2007年）
- 法制審議会「担保執行法制部会」幹事
  - 同「民事訴訟・人事訴訟部会」幹事
  - 同「民事訴訟・民事執行法部会」幹事
  - 同「民事訴訟法部会」幹事
  - 同「主権免除法制部会」委員
  - 同「非訟事件手続法・家事審判法部会」委員
- 司法制度改革推進本部「仲裁検討会」座長代理
  - 同「ADR検討会」委員
  - 国民生活審議会臨時委員
- 内閣府「集団的消費者被害回復制度に関する研究会」座長
- 消費者庁「集団的消費者被害救済制度研究会」座長
- 消費者委員会「集団的消費者被害救済制度専門調査会」座長代理
- 国土交通省「中央建設工事紛争審査会」特別委員
- 最高裁判所民事規則制定諮問委員会幹事
- 最高裁判所家庭規則制定諮問委員会幹事
- 東京地方裁判所民事調停委員
- 法務省認証審査参与員
- カンボジア法整備民事訴訟法作業部会委員
- 中華人民共和国民事訴訟法改善プロジェクト委員
- 社団法人日本仲裁人協会理事
- 財団法人民事紛争処理研究基金評議員
- 文部科学省「研究活動の不正行為への対応ガイドライン」の見直し・運用改善に関する協力者会議委員